# Hoàng Việt (nhà Thanh)

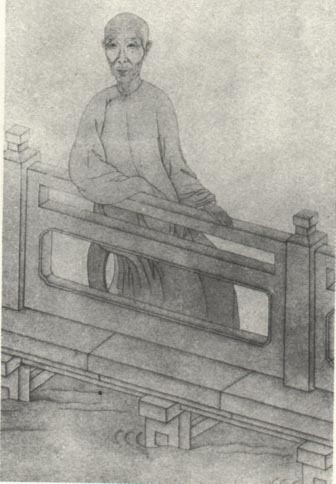
Hoàng Việt

Hoàng Việt (chữ Hán: 黄钺, 1750 – 1841), tự Tả Điền (左田), hiệu Tả Quân (左君), Manh Tả (盲左), người huyện Đương Đồ, phủ Cưu Châu, tỉnh An Huy , quan viên, nhà giáo dục, nhà văn hóa đời Thanh.

## Sự nghiệp
Năm Càn Long thứ 55 (1790), Hoàng Việt đỗ Tiến sĩ, được thụ chức Hộ bộ Chủ sự. Khi ấy Hòa Thân coi việc bộ, Hoàng Việt không muốn xu phụ, bèn xin tạm nghỉ về quê, rồi không trở lại.
Năm Gia Khánh thứ 4 (1799), Hoàng Việt được Chu Khuê tiến cử, triệu đến kinh, vào gặp Hoàng đế. Gia Khánh Đế hỏi: "Khi trẫm ở Tiềm để, biết tiếng ngươi đã lâu, tại sao tạm nghỉ rồi không trở lại?" Hoàng Việt thật thà nói ra lý do, được Gia Khánh Đế vỗ về, ít lâu sau được hành tẩu tại Mậu Cần điện (懋勤殿) .
Năm thứ 9 (1804), Hoàng Việt được đổi làm Tán thiện , vào Nam Thư phòng, chưa được bổ nhiệm thì nhận mệnh cùng làm Khảo thí sai , coi kỳ thi Hương ở Sơn Đông.
Năm thứ 10 (1805), Hoàng Việt được làm Đốc Sơn Tây học chánh, dần thăng đến Thứ tử . Năm thứ 15 (1810), Hoàng Việt mãn nhiệm, tiếp tục được làm Trực Nam Thư phòng, rồi thăng làm Thị giảng Học sĩ. Năm thứ 18 (1813), Hoàng Việt được trở lại coi kỳ thi Hương ở Sơn Đông, rồi ở lại làm Học chánh, sau đó được cất nhắc làm Nội các Học sĩ. Trong năm ấy giáo đồ Bạch Liên giáo ở huyện Hoạt nổi dậy, lan khắp Sơn Đông, Hoàng Việt hặc đòi bãi chức của Hà Trạch huấn đạo Tống Tuyền về tội đốc xét việc huấn luyện võ sanh thất trách, xin ban tuất cho Tào Châu học lục Khổng Dục Tuấn, sanh viên Khổng Dục Trọng mất vì đánh giặc, khen thưởng Kim Hương sanh viên Lý Cửu Tiêu có công bắt tướng giặc.
Năm thứ 19 (1814), Hoàng Việt được triệu về kinh, tiếp tục làm Nội trực, cất nhắc làm Hộ bộ Thị lang, ít lâu sau điều sang bộ Lễ. Sau đó Hoàng Việt được sung làm Tổng duyệt của Bí điện châu lâm  và Thạch cừ bảo cấp tục biên , Tổng tài của Toàn Đường văn quán ; việc xong, được ban thưởng. Sau đó Hoàng Việt được điều về bộ Hộ.
Năm thứ 24 (1819), Hoàng Việt được cất nhắc làm Lễ bộ Thượng thư, gia Thái tử Thiếu bảo. Năm thứ 25 (1820), Hoàng Việt nhận mệnh làm Quân cơ đại thần, ít lâu sau được điều làm Hộ bộ Thượng thư.
Hoàng Việt được Gia Khánh Đế đặc cách đề bạt, nhiều năm ở chức vụ kề cận Hoàng đế, nên thông thạo xứ lý công việc, bàn luận rõ ràng và thận trọng. Đạo Quang Đế lên ngôi (1820), bắt đầu ủy thác cho Hoàng Việt những việc cơ mật, đối đãi rất tôn trọng.
Năm Đạo Quang thứ 4 (1824), Hoàng Việt lấy cớ tuổi cao, xin bãi chức ở Quân cơ xứ; sau đó ông nhiều lần xin nghỉ hẳn. Năm thứ 6 (1826), Hoàng Việt bắt đầu được trí sĩ, ở nhà vẫn được nhận một nửa bổng lộc. Năm thứ 21 (1841), Hoàng Việt mất, hưởng thọ 92 tuổi, được tặng Thái tử Thái bảo, thụy là Cần Mẫn.

## Tác phẩm
Hoàng Việt kề cận Hoàng đế nhiều năm, tác phẩm của ông đều được Hoàng đế thưởng thức. Đến nay vẫn còn bảo tồn được: Nhất Trai tập (壹斋集) 40 quyển, Xuân Thu Tả truyện độc bản (春秋左传读本) 30 quyển, Tiêu Thang nhị lão di thi hợp biên (萧汤二老遗诗合编) 2 quyển, Nhị thập tứ họa phẩm (二十四画品) 1 quyển,...